# Fucking Åmål
Fucking Åmål és una pel·lícula sueca dirigida per Lukas Moodysson l'any 1998, i parla de l'amor entre dues noies companyes de l'institut d'Åmål i de l'acceptació per part d'elles mateixes i de la resta de gent al voltant seu.
Utilitza un llenguatge directe i sincer, proper al documental, per a retratar el món adolescent sense caure en el melodrama.
Es tracta del primer llargmetratge de Moodysson, i li va valer quatre premis Guldbagge (l'equivalent suec als Oscars) i d'altres internacionals, i també l'admiració del cineasta Ingmar Bergman.

## Argument
Agnes, una noia que està a punt de fer setze anys, arriba a la petita ciutat d'Åmål, provinent d'una altra més gran. Introvertida i tímida, li costa adaptar-se al canvi. Però es fixa en l'Elin, una noia rebel i desinhibida de catorze anys molt popular a l'institut. Aquesta, però, s'avorreix i només pensa a emborratxar-se i en nois; es queixa que al "maleït i fotut Åmål" s'hi mor de fàstic, perquè no s'hi pot fer res més. La seva germana gran, Jessica, l'anima a sortir amb en Johan i a que es decideixi a fer l'amor per primer cop.
Els pares de l'Agnes, que veuen la seva filla descontenta amb el canvi, organitzen una festa pel seu aniversari; pretenen que convidi els seus amics d'institut, però l'Agnes només es relaciona amb la Viktoria, una noia que va en cadira de rodes. Desil·lusionada, decideix repartir les invitacions convençuda que ningú no hi assistirà.
Les germanes Elin i Jessica, amb ganes de festa, decideixen passar per casa de l'Agnes a emborratxar-se abans de sortir amb els nois, encara que l'Elin secretament intenta evitar en Johan. Allà descobreix que es rumoreja que l'Agnes és lesbiana, i sa germana la repta a fer-li un petó. Ho fa i surt corrent de la casa cap a l'altra festa, però més tard se sent culpable i, beguda, torna a casa l'Agnes a disculpar-se per haver-la humiliat.
Finalment l'anima a anar a l'altra festa i, de camí, comparteixen els seus sentiments sobre el fet d'estar atrapades a Åmål. L'Erin l'anima a fer autoestop fins a Estocolm, i llavors comença a sentir-se atreta per l'Agnes i li fa un petó. Allò que va començar com un joc es converteix en real, però l'Elin té por a acceptar la seva pròpia homosexualitat i l'endemà la refusa.
Per a dissimular, li segueix el joc a en Johan. Finalment, després d'una discussió als lavabos de l'institut, decideix sortir de l'armari i mostrar-la orgullosa com la seva nòvia. La pel·lícula acaba a l'habitació de l'Agnes, amb les dues prenent llet amb xocolata al dormitori de l'Elin, una característica de les pel·lícules de Moodysson que, a més, ens recorda que aquestes noies segueixen sent adolescents.

## Repartiment
- Rebecka Liljeberg: Agnes Ahlberg
- Alexandra Dahlström: Elin Olsson
- Erica Carlson: Jessica Olsson (germana de l'Elin)
- Mathias Rust: Johan Hulth
- Stefan Hörberg: Markus
- Josefine Nyberg: Viktoria
- Ralph Carlsson: Olof Ahlberg (pare de l'Agnes)
- Maria Hedborg: Karin Ahlberg (mare de l'Agnes)
- Axel Widegren: Oskar Ahlberg (germà de l'Agnes)
- Jill Ung: Brigitta Olsson (mare de l'Elin)

## Localitzacions
Malgrat l'acció succeeix a Åmål, la pel·lícula va ser rodada en altres localitats sueques: Trollhättan i Kungälv.

## Repercussió
Quan es va estrenar la pel·lícula, a Suècia va tenir més èxit de taquilla que la multioscaritzada Titanic. A la resta d'Europa també va gaudir de gran acollida, així com als diversos festivals de cinema als que es va presentar.
Roger Ebert, un dels crítics de cinema de més renom, li va concedir tres estrelles i en va destacar la refrescant manera d'abordar el sexe, i el web Rotten Tomatoes li va atorgar una puntuació de 9. El director suec Ingmar Bergman va dir que era la primera obra mestra d'un jove mestre.

### Controvèrsia amb el títol
El títol de la pel·lícula es refereix a la localitat sueca, Åmål, on viuen els personatges, i fucking és un mot anglès que ve del verb to fuck ('cardar' o 'fotre'), i que aquí actua com a adjectiu. Així, doncs, el títol significa Fotut Åmål, que és com el personatge d'Elin es refereix a la petita ciutat on estan.
El títol es va canviar en diversos països per la polèmica que suscitava. En els de parla anglesa es va triar Show Me Love (Mostra'm l'amor), que era el tema principal de la banda sonora, per tal d'eliminar la càrrega sexual i/o malsonant de fucking.

## Guardons

### Premis
- Premis Amanda (Noruega): millor pel·lícula estrangera (1999)[9]
- Atlantic Film Festival: millor pel·lícula internacional (1999)
- Festival Internacional de Cinema de Berlín: Teddy a la millor pel·lícula i Premi C.I.C.A.E. al Panorama (1999)[10]
- British Film Institute: Trofeu Sutherland de menció especial al Festival de Cinema de Londres (1999)
- Festival Internacional de Cinema Brothers Manaki (Macedònia, Macedònia del Nord): Premi especial del jurat a la fotografia d'Ulf Brantås (1999)
- Festival de Cinema Jove de València: Lluna d'or de València (1999)
- Festival Internacional de Cinema de Flandes: Premi del jurat d'estudiants (1999)
- Guldbagge (Suècia): millor actriu (Alexandra Dahlström i Rebecka Liljeberg), millor pel·lícula (Lars Jönsson), millor direcció, i millor guió (aquests dos últims per a Lukas Moodysson) (1999)[11]
- Festival Internacional de Cinema de Karlovy Vary: Premi de l'audiència, Premi Don Quijote i Premi especial del Jurat (1999)
- Festival Internacional de Cinema Molodist (Ucraïna): millor pel·lícula, Premi del Jurat jove, i Premi FIPRESCI (1999)[12]
- Festival Internacional de Cinema de Rotterdam (Països Baixos): Premi MovieZone (2000)[13]

### Nominacions
- Premis Amanda (Noruega): millor pel·lícula nòrdica (1999)[14]
- Premis Bodil: millor pel·lícula no-estatunidenca (2000)
- Premis del Cinema Europeu: millor pel·lícula europea per a Lars Jönsson (1999)[15]
- Festival Internacional de Cinema de Flandes: Grand Prix (1999)
- GLAAD Media Award: Pel·lícula destacada (2000)
- Guldbagge (Suècia): millor actor secundari (Ralph Carlsson) (1999)[11]
- Festival Internacional de Cinema de Karlovy Vary «Enllaç». (República Txeca): Premi Crystal Globe (1999)[16]
- Festival Internacional de Cinema Gai i Lèsbic Verzaubert (Alemanya): millor pel·lícula (1999)